# Шорлеммер, Фридрих
Фри́дрих Шорле́ммер (нем. Friedrich Schorlemmer; 16 мая 1944, Виттенберге — 8 сентября 2024, Берлин) — немецкий лютеранский богослов, борец за гражданские права, лицо оппозиции в ГДР, в настоящее время член СДПГ.
В 1962—1967 годах Шорлеммер изучал теологию в Галле-Виттенбергском университете, с 1971 по 1978 годы служил студенческим пастором.
Уже в 1968 году Шорлеммер, симпатизировавший «Пражской весне», принимал участие в акциях против принятия новой конституции ГДР и военного вторжения в Чехословакию. Сотрудничал с природоохранным, правозащитным и антивоенным движениями.

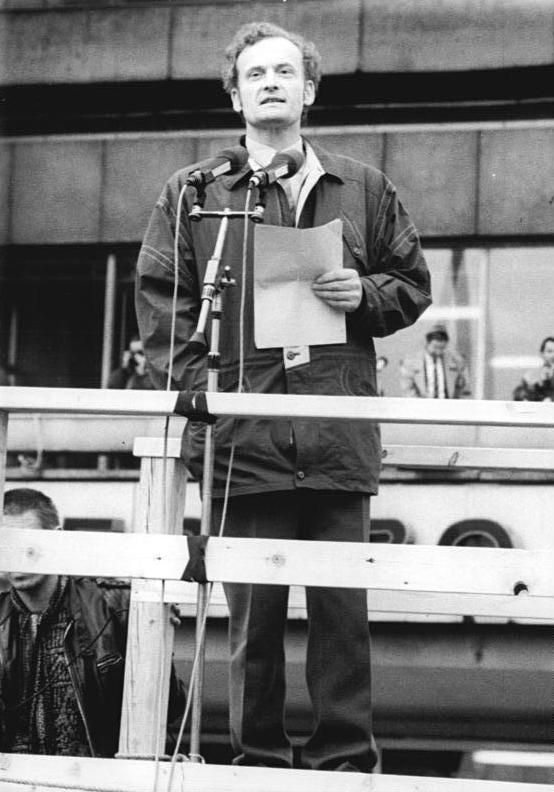
Шорлеммер выступает на массовом митинге в Берлине 4 ноября 1989 года

В 1989 году он подписал воззвание «За нашу страну» (нем. Für unser Land). Некоторое время он состоял в партии «Демократический прорыв». Когда партия под руководством Вольфганга Шнура взяла правый курс на сближение с ХДС, он вышел из партии и вступил в СДПГ. Шорлеммер являлся одним из самых активных противников войны в Афганистане и Ираке. Шорлеммер — один из издателей научно-политического журнала «Blätter für deutsche und internationale Politik» и (до декабря 2011 года) еженедельной газеты «Der Freitag».
Умер 8 или 9 сентября 2024 года после продолжительной болезни в возрасте 80 лет в берлинском доме престарелых.

## Награды
- 1989 Медаль им. Карла фон Осецкого Международной лиги прав человека
- 1993 Премия мира немецких книготорговцев
- 2002 почётный доктор Техасского университета в Остине.